# Telmex
Teléfonos de México, mais conhecida como Telmex, é uma empresa mexicana de telecomunicações fundada em 1947 e que fornece seus serviços no México, Argentina, Brasil (através da subsidiária Embratel) e em outros países da América Latina. Além de serviço de telefone tradicional de telefonia fixa, a Telmex também oferece acesso à internet, dados, serviços hospedados e IPTV. A Telmex detém 90% das linhas telefônicas na Cidade do México, onde está sediada.
A Telmex foi fundada quando um grupo de investidores mexicanos compraram a subsidiária mexicana da empresa sueca Ericsson. Em 1950, os investidores compraram o mesmo ramo mexicano da ITT Corporation, tornando-se o único fornecedor de serviços telefônicos no país. Em 1972, o governo mexicano comprou a empresa, transformando-a em estatal.
Em 1990, a Telmex foi comprada através de investimentos de Carlos Slim, da France Télécom (atual Orange) e da Southwestern Bell Corporation, cuja proposta era o maior. No entanto, controversamente, o próprio pagamento ocorreu ao longo dos anos seguintes através do lucro dos serviços de telefonia. Após a privatização, a Telmex investiu em infraestrutura nova e moderna, criando uma rede de fibra óptica de âmbito nacional, oferecendo serviços para a maior parte do país. Em 1991, o Governo mexicano vendeu sua parte remanescente na empresa.  
Embora a Telmex seja agora uma empresa privada, ainda permanece como um quase-monopólio. As outras poucas companhias telefônicas em operação no México são: Alestra (anteriormente AT&T), Axtel, Maxcom, Megacable e Cablecom.

## Unidade de Celulares
Na década de 1990 telefones móveis estão se tornando popular entre a população em geral. O líder de mercado no início foi a Iusacell. E Telmex não tinha presença no mercado. A Telmex solicitou a constituição de uma filial para fornecer comunicações móveis. A subsidiária foi Radio Móvil Dipsa, e oferece o serviço sob a marca Telcel. Telcel começou em um distante segundo lugar em seu mercado móvel, mas em 1995 tudo mudou, quando a crise cambial mexicana atingiu a população. Iusacell decidiu ficar com os clientes mais ricos, que oferecem planos caros, enquanto a Telcel começou a oferecer o primeiro plano pré-pago de telefonia móvel. 
Em 2000, a Telmex desmembrou sua unidade móvel, criando a América Móvil, que controla a Rádio Móvil Dipsa e estaria livre para desenvolver-se como seu próprio negócio como uma entidade independente. Começou com 80% do mercado móvel. Algumas pessoas incorretamente continuam a acreditar que a América Móvil faz parte da Telmex. Em vez disso, ambas são empresas irmãs da Carso Global Telecom. Carso Global Telecom é em si um conglomerado irmão do Grupo Carso.

## Internet
Em meados da década de 1990 a Telmex começou a fornecer acesso à Internet como um Provedor de Serviços de Internet com a marca Uninet. Um ano depois, a marca foi alterada para Telmex Internet Directo pessoais (Telmex Internet direta e pessoal). Em 1996, a Telmex comprou a Comunicações Prodigye e levou a marca para o México, renomeando o serviço para Internet Prodigy Telmex. Graças à sua cobertura nacional, a Telmex rapidamente se tornou o líder nacional ISP. A partir de 2005, a Telmex detém mais de 80% do mercado como provedor, e também é o líder em acesso de banda larga com a sua marca Infinitum Prodigy(ADSL).
Em 2001, a Telmex vendeu a filial EUA Comunicações Prodigy para SBC, que foi apelidado para Prodigy SBC. No entanto, a Telmex possui e opera a Prodigy no México.
Em 2004, a Telmex afirmou que o número de usuários de Internet Prodigy cresceu 190%.

## Competição de Longa Distância
Em meados de 1990, AT&T e WorldCom(MCI), entre outros, começaram a operar no México, o que representa para a competição pela primeira vez séria para a Telmex. No entanto, devido à posição da Telmex no México e a bem desenvolvida infra-estrutura e cobertura, nenhum deles acreditava-se que representam uma ameaça muito grande a Telmex.

## Expansão
Recentemente, a Telmex começou um plano de expansão, que começou com a compra da Guatemala Telgua. Mais tarde, a Telmex comprou empresas de telefonia de propriedade na América Central, e iniciou suas operações nos EUA com a Telmex EUA.
Em 2004, a Telmex entrou em uma maratona de compras para as operadoras subvalorizada na América do Sul, incluindo a compra das operação Latino-Americanas da AT&T, dando-lhe a presença na Colômbia, Peru, Chile, Argentina, Brasil e Uruguai, e aumento do alcance nos Estados Unidos. No mesmo ano, a Telmex a Embratel, adquiriu a Chilesat Chile, tomou o controle da Techtel da Argentina (em operação na Argentina e Uruguai), do qual já detinha 60%, comprando os 40% restantes do grupo Techint, e comprou Metrored Argentina. Nos EUA, a Telmex comprou 13,4% da falência MCI.
Ao mesmo tempo, empresa irmã da América Móvil realizou uma estratégia similar através da aquisição de celulares operadores CTI Movil na Argentina e Uruguai, a Claro no Brasil e Peru, no Equador e Porta Comcel na Colômbia.
Em 2005, a Telmex vendeu a sua participação na MCI para a Verizon.
Em janeiro de 2006, a Telmex continuou comprando ativos na América Latina e nos EUA.
Em março de 2006, havia rumores de Telmex havia ido a compra de operações da Verizon no Caribe. Os relatórios, dizem que a operação pode incluir a operação sem fio em cada mercado. O montante total desta venda foi estimado cerca de US $ 300 milhões de dólares.
Em dezembro de 2006 Telmex anuncia acordo para adquirir a TV Cabo e Cable Pacifico na Colômbia. TV Cabo oferece TV à cabo, Internet e Voz sobre IP e serviços está em operação há 20 anos. Atualmente, a empresa atende 164 mil casas em Bogotá e Cali. Cable Pacifico serve 9 Estados e sua operação principal está em Medellín. Até à data (2006), Cable Pacifico tem cerca de 100 mil assinantes.
Em janeiro de 2007 a América Móvil comprou as operações da Verizon em Porto Rico, e dias depois Telmex e América Móvil anunciou que sua empresa também de propriedade conjunta havia concordado com a Verizon Communications Inc. ("Verizon") para rescindir o acordo da articulação de risco para adquirir indireta da Verizon participações acionárias em Compañía Anónima Nacional Teléfonos de Venezuela (CANTV) e, posteriormente, todas as participações da Verizon na CANTV foram adquiridos em maio de 2007 pelo governo venezuelano, atingindo 86,2% de suas ações totais.
Em março de 2007, a Telmex comprou Ecutel no Equador uma pequena empresa de telecomunicações que oferece serviços para o mercado corporativo.
Em abril de 2007, a Telmex anuncia acordo para adquirir CABLECENTRO e a SATELCARIBE e na Colômbia. CABLECENTRO oferece serviços de TV a cabo e acesso à Internet e está em operação há 7 anos. Atualmente, a empresa opera em mais de 50 cidades na Colômbia, incluindo Bogotá, Cucuta, Bucaramanga, Ibague e Neiva, entre outros. SATELCARIBE oferece serviços de TV a cabo e acesso à Internet e está em operação há 7 anos. Atualmente, a empresa opera em mais de 15 cidades na Colômbia, incluindo Cartagena, Santa Marta, Valledupar, Sincelejo e Monteria.
Em dezembro de 2007, a Telmex transferiu as operação das empresas latino-americanas e asiaticas para uma entidade nova e distinta, a Telmex Internacional.